# كيرجاتش
كيرجاتش (بالروسية: Киржач) هي إحدى مدن روسيا في الكيان الفدرالي الروسي فلاديمير أوبلاست.

## أعلام
- فلاديمير بيلوف
- يوري جاجارين